# Дебрен
Дебрен (болг. Дебрен) — село в Благоевградской области Болгарии. Входит в состав общины Гырмен. Находится примерно в 4 км к востоку от центра села Гырмен и примерно в 78 км к юго-востоку от центра города Благоевград. По данным переписи населения 2011 года, в селе проживал 2251 человек.

## Население
| Год     | 1934 | 1946 | 1956 | 1965 | 1975 | 1985 | 1992 | 2001 | 2011 |
| ------- | ---- | ---- | ---- | ---- | ---- | ---- | ---- | ---- | ---- |
| Жителей | 679  | 802  | 947  | 1135 | 1398 | 1861 | 2117 | 2241 | 2251 |

| Национальность  | Человек | Процент |
| --------------- | ------- | ------- |
| болгары         | 1417    | 81,95 % |
| турки           | 37      | 2,14 %  |
| цыгане          | 21      | 1,21 %  |
| другие          | 22      | 1,27 %  |
| не определились | 232     | 13,42 % |
| Всего ответов   | 1729    |         |

|  |